# 耶胡达·阿米亥
耶胡达·阿米亥（希伯來語：יהודה עמיחי，1924年5月3日—2000年9月22日），以色列诗人，出生于德国维尔茨堡，曾经参加第二次世界大战和第一次中东战争。耶胡达·阿米亥被许多人视为以色列最伟大的诗人。他也是使用世俗希伯来文进行文学创作的先驱者之一。
耶胡达·阿米亥生前曾获包括布伦纳奖在内的多个文学奖项。